# イリナ・イオネスコ
イリナ・イオネスコ（イリナ・ヨネスコ、Irina Ionesco、1930年9月3日 - 2022年7月25日）は、フランスの女流写真家。ルーマニア系フランス人。エヴァ・イオネスコの母。フェティッシュな女性写真で人気を集めた。

## 生涯
1935年9月3日パリにルーマニア移民の家庭に生まれる。父親はバイオリン弾き、母親は空中ブランコ乗り。4歳で親に捨てられ、祖母と伯父が暮らすルーマニア・コンスタンツァに送られてサーカス一座で暮らす。
1946年のソ連によるルーマニアの占領により同地を追われて再びフランスに戻り、15歳から22歳まで、ダンサー兼曲芸師として2匹の大蛇とともにヨーロッパ、中東、アフリカのキャバレーを巡業する。ダマスで公演中に事故に遭い、休業をきっかけに絵を描き始め、知り合った裕福なイラン人と旅をして贅沢な衣服や宝石を買い与えられる。
1965年にハンガリー兵との間に娘エヴァ・イオネスコを儲ける（3年後離婚）。同年クリスマスに友人の芸術家コルネイユ（fr:Corneille (artiste)）から日本製カメラ（ニコン）を贈られたのをきっかけに写真を撮影し始める。レースや造花やジュエリーをまとった女友達やその娘たちを幻想的官能的に撮ったその写真は評判を呼び、1970年には個展を開催し、マンディアルグらに賞賛される。
1977年、娘エヴァをモデルに写真集「鏡の神殿」(Temple aux miroirs)を発表しセンセーションを呼ぶ。イオネスコの作風はシュルレアリスムとバロックの混沌と批評され、独特な世界観から賛否両論の評価がある。以降、プレイボーイ誌のグラビア写真やヴォーグ誌などでファッション写真を手掛けて活躍した。
2012年11月12日、娘から、子供の頃のヌード写真撮影およびその出版について、20万ユーロの損害賠償と写真返却を求める裁判を起こされた。
2015年に娘の写真の流通を禁止する命令がなされた。同年、イリーナは娘婿のサイモン・リベラティが上梓した伝記本『エヴァ』に関し、自身の過去の暴露を「プライバシー侵害」とし、該当箇所を削除して再販するよう求めて裁判所に訴えたが、却下された。
晩年は脳卒中を繰り返し、パリの病院で亡くなった。遺産は孫に残された。

## 作品集
- Liliacées langoureuses aux parfums d’Arabie (1974)
- Femmes sans tain (1975)
- Nocturnes (1976)
- Litanies pour une amante funèbre (1976)
- Le temple aux miroirs (1977) ISBN 0-686-54740-3
- Cent onze photographies érotiques (1980)
- Le divan (1981)
- Les Passions (1984) ISBN 2-903901-05-8
- The eros of Baroque (1988)
- Les immortelles (1991) ISBN 2-85949-128-7
- Egypte chambre noire (1991)
- Méditerranéennes (1991, with Elisabeth Foch) ISBN 2-85949-124-4
- Kafka ou le passant de Prague (1992) ISBN 2-7107-0483-8
- TransEurope (1994)
- Metamorphose de la Medusa (1995年 小出広美がモデル)
- Nudes (1996) ISBN 3-908162-52-1
- Eva: Eloge De Ma Fille (2004) ISBN 0-9727073-1-X
- L'œil de la poupée (2004; with Marie Desjardins) ISBN 2-7210-0485-9
- R (2004) ISBN 4-309-90604-4
- Le Japon Interdit (2004) ISBN 2-9523045-0-5
- Master Set", Edition YNOX Paris (2014), ISBN 978-2-36699-017-1
- Sylvia Kristel", Edition YNOX Paris (2014), ISBN 978-2-36699-012-6 (Edition de tête) & ISBN 978-2-36699-013-3 (Edition courante)